# 巴尔纳拉
巴尔纳拉（Barnala），是印度旁遮普邦Sangrur县的一个城镇。总人口96397（2001年）。

## 人口
该地2001年总人口96397人，其中男性52477人，女性43920人；0—6岁人口11979人，其中男6650人，女5329人；识字率65.44%，其中男性为69.92%，女性为60.09%。